# Ricardo Motta
Ricardo José Meirelles da Motta (Natal, 24 de novembro de 1957) é um administrador e político brasileiro, foi deputado estadual pelo Rio Grande do Norte. Filiado ao PSB.

## Biografia
Ricardo Motta nasceu no dia 24 de novembro de 1967 em Natal, na Capital do Rio Grande do Norte. Filho do ex-vice governador Clóvis Motta e de Lourdinha Motta, cursou administração na Universidade Federal do Rio Grande do Norte (UFRN) em Natal e posteriormente cursou direito também na Universidade Federal do Rio Grande do Norte (UFRN). Ocupou o cargo de chefe de gabinete da presidência do Banco do Estado (BANDERN). Também foi diretor da Companhia Habitacional do Rio Grande do Norte (COHAB) e do Grupo J. Motta.

### Carreira política
Foi eleito deputado estadual pelo Rio Grande do Norte de 1990 até 2019 (7 mandatos). Nas últimas eleições de 2018 obteve 18.036 votos, ocupando a 38º posição, não obtendo êxito. Suas eleições deram continuidade a uma tradição política iniciada pelo seu avô João Motta que foi vereador em Natal, seu pai, Clóvis Motta que foi deputado estadual, federal e vice-governador do RN e seus tios Carlito Meirelles e Álvaro Motta que foram, respectivamente, prefeito do município de Francisco Dantas e deputado (estadual e federal). Nas eleições municipais de 2012, elegeu seu filho, Rafael Motta vereador de Natal, em 2014 deputado federal, e em 2018 novamente deputado federal. 
Como deputado, exerceu os cargos de presidente, vice-presidente e primeiro, segundo, terceiro e quarto secretário da Mesa Diretora. Entre as principais realizações na gestão à frente do Legislativo, estão a realização do primeiro concurso público da história da Casa, a instalação do Procon da Assembleia, instalação do Memorial do Legislativo, inclusão de jovens com Síndrome de Down no quadro de servidores da Casa, projeto Recomeçar de requalificação profissional e reinserção de idosos no mercado de trabalho, Assembleia na Copa, campanhas educativas como combate às drogas, educação no trânsito, doação de órgãos, preservação do meio ambiente e prevenção do câncer.